# Bitwa pod Iwanowicami
Bitwa pod Iwanowicami − bitwa powstania styczniowego stoczona 12-13 lutego 1863 roku w okolicach wsi Iwanowice. Walka toczyła się między oddziałkiem powstańczym  pod dowództwem mjr Wincentego Wanerta, a oddziałem rosyjskim pod dowództwem majora Jabłońskiego. Starcie zakończyło się zwycięstwem powstańców.

## Przed bitwą
Od końca stycznia 1863 roku w Ojcowie istniał powstańczy obóz pod dowództwem Apolinarego Kurowskiego. Tutaj organizowano się, szkolono. Stąd też wyruszyło kilka wypraw, które zakończyły się powodzeniem. Na obóz i stacjonujący tutaj oddział powstańczy zwrócili uwagę Rosjanie. Opracowali oni plan rozbicia powstańców.  Przeciw Kurowskiemu miały ruszyć silne kolumny rosyjskie z Częstochowy i z Miechowa. Kolumna z Miechowa miała rozpocząć działania 16 lutego 1863 r. Miała maszerować z Miechowa do Michałowic. Potem mieli skręcić na zachód idąc wzdłuż granicy austriackiej, odcinając Kurowskiego od granicy. Następnie Rosjanie mieli uderzyć na Ojców od południa i odrzucić powstańców na północ ku rosyjskiej kalumnie częstochowskiej, która miała się zebrać 17 lutego w Żarkach. 

## Bitwa
Zanim rozpoczęto realizację tego planu postanowiono rozpoznać sytuację. 12 lutego 1863 r. wyszedł z Miechowa Rosyjski oddział majora Jabłońskiego złożony z 2 rot piechoty i 50 konnych obejszczyków (straż graniczna) z poleceniem zbadania wysuniętych stanowisk powstańczych. Oddział ten doszedł gościńcem krakowskim do Słomnik, po czym skręcił na zachód na drogę do Skały i wieczorem wkroczył do Iwanowic. Stacjonowało tam 200 strzelców polskich pod komendą mjr Wincentego Wanerta. Doszło tutaj do wymiany strzałów. Rosjanie nie znając ani miejscowości, ani sił polskich cofnęli się za rzekę Dłubnię i biwakowali w nocy, w niewielkiej odległości od Iwanowic. Następnego dnia zajęli oni Iwanowice i wysłali jazdę do Skały, gdzie stał mały oddziałek powstańczy. Doprowadziło to do ogłoszenia w obozie Ojcowskim alarmu. Z Ojcowa wyprawiono między innymi żuawów śmierci (100-150 żołnierzy) do Skały, a zarazem wzmocniono Wenerta pod Iwanowicami, wysyłając mu pewną ilość jazdy. Jazda polska odparła z łatwością obejszczyków spod Skały i ścigała ich na znaczną odległość. Z Iwanowic wyparto również główny oddział rosyjski. Dalej Kurowski się nie posunął, chociaż rosjanie zatrzymali się zaraz za rzeką Dłubnią, na polach Przestańska. Biwakowali tam przez całą noc i dopiero rankiem 14 lutego cofnęli się do Miechowa.

## Znaczenie bitwy
Bitwa ta nie miała większego znaczenia i w niczym nie zmieniła ona sytuacji w tym rejonie. Według historyków Apolinary Kurowski nie wykorzystał nadarzającej się okazji, aby rozbić ten oddział rosyjski, który posunął się tak daleko od Miechowa. Powstańczy oddział w Ojcowie liczył około 1500 ludzi, więc można było wykorzystać przewagę liczebną. Nie wykorzystano też dwukrotnej możliwości przeprowadzenia nocnego ataku na biwakujących Rosjan. Kurowski zamiast próbować przeprowadzić operację na większą skalę, ograniczył się jedynie do odparcia nieprzyjaciela, po czym powrócił do Ojcowa. Rosyjski oddział rankiem 14 lutego wycofał się do Miechowa. 17 lutego 1863 r. Kurowski zaatakował Miechów. Nieprzyjaciel ufortyfikował się w zabudowaniach miasteczka. Polacy ponieśli tam klęskę, w konsekwencji czego powstańczy oddział poszedł w rozsypkę.